# Marnes-la-Coquette
Marnes-la-Coquette är en kommun i departementet Hauts-de-Seine i regionen Île-de-France i norra Frankrike. Kommunen ligger i kantonen Chaville som tillhör arrondissementet Boulogne-Billancourt. År 2022 hade Marnes-la-Coquette 1 758 invånare.

## Befolkningsutveckling
Antalet invånare i kommunen Marnes-la-Coquette
| Referens: INSEE |